# Toyota-oorlog
De Toyota-oorlog (Arabisch: حرب تويوتا Harb Tawayuwtaan) is de naam die vaak gegeven wordt aan de laatste fase van het Tsjadisch-Libische conflict (ca. 1973–1987), dat plaatsvond in Noord-Tsjaad en aan de Libisch-Tsjadische grens.
De naam is afgeleid van de pick-upauto's van het merk Toyota die als technicals werden gebruikt voor effectieve mobiliteit van de Tsjadische troepen in hun strijd tegen de Libiërs. De oorlog van 1987 liep uit op een zware nederlaag voor Libië, dat volgens Amerikaanse bronnen 10% van zijn leger verloor, waaronder 7500 gesneuvelde militairen en $1,5 miljard aan verwoest of buitgemaakt militair materieel. De Tsjadiërs verloren slechts zo'n 1000 man.
Het conflict begon met de Libische bezetting van Noord-Tsjaad in 1983, toen de Libische leider Moammar al-Qadhafi weigerde de legitimiteit van de nieuwe Tsjadische president Hissène Habré te erkennen. Hij verleende militaire bijstand aan de gewapende oppositiebeweging Gouvernement d'Union Nationale de Transition (GUNT, die van 1979 tot 1982 nominaal aan de macht was) om Habré te verdrijven. Het plan mislukte door de interventie van Frankrijk, dat eerst met Opération Manta en later met Opération Épervier de Libische invloedssfeer beperkte tot het droogste en dunst bevolkte deel van Tsjaad ten noorden van de 16e parallel.
In de loop van 1986 was president Habré erin geslaagd om de verschillende facties binnen de door Libië gesteunde rebellencoalitie GUNT tegen elkaar uit te spelen. Zijn eigen regeringsleger, de Forces Armées Nationales Tchadiennes (FANT), ging de samenwerking aan met de Forces Armées Populaires (FAP) tegen de pro-Libisch gebleven Conseil Démocratique Révolutionnaire (CDR) en de in Noord-Tsjaad gelegerde Libische regeringstroepen. In december rukte de coalitie van Habré op naar het noorden. Op 2 januari 1987 brachten ze de Libische en CDR-troepen een verpletterende nederlaag toe in de slag bij Fada.